# Vieille Halle de Bracieux
La Vieille Halle de Bracieux, ou la Halle, est un monument historique du XVIe siècle campé au centre de l'agglomération de Bracieux, ancien chef-lieu de canton devenue actuellement siège de la Communauté de communes du Grand Chambord, dans le département de Loir-et-Cher en région Centre, en France.

## Présentation
La Halle est située au centre du bourg de Bracieux, sur la place de la Halle, au croisement de la rue René Masson et de la rue de la Halle.
Ancienne grange aux dîmes elle abrite au rez-de-chaussée les marchés du jeudi et pendant la période estivale, le marché solognot du dimanche matin.  L'étage a été transformé en 1966 en salle d’exposition, animée du printemps à l'automne par l'association des Amis de la Vieille Halle, association culturelle fondée en 1968 par Nicole Lagravère  à la demande de Lucien Jardel, maire de la commune de l'époque.
Toute l'année, elle accueille les diverses manifestations touristiques ou culturelles de la ville.

## Architecture
La Halle est assise sur 24 piliers qui supportent un étage strié de colombages, surmonté d'un clocheton beffroi. La vieille halle mesure 24 mètres de long sur 14 mètres de large et 14 de haut. Le rez-de-chaussée est rythmé par une colonnade en chêne, renforcée par quatre contreforts en pierre à chaque extrémité.
L'étage, qui servait au siècle dernier au dépôt des instruments de pesage et au stockage des farines et des grains, est entouré de murs en pans de bois et en briques, typiques des constructions architecturales de la Sologne. L'édifice est couvert d'un toit en ardoise, surmonté d'un clocheton comprenant une horloge et une cloche qui sonne l'ouverture des foires et des marchés. Dans la construction de sa charpente, on trouve deux poutres assemblées à trait de Jupiter.

## Historique

### La Halle: lieu de foires et de marchés
Les foires et les marchés de Bracieux sont renommés  dans la région (en particulier : le marché aux porcs surnommés les « anges de Bracieux ») et une halle à colonnes est déjà représentée au même emplacement sur un plan terrier de 1623.
Au XIXe siècle, l'édifice étant rendu fragile par la technique des colonnades en rez-de-chaussée, deux restaurations d'envergure sont décidées pour maintenir l'activité commerciale. On construit des contreforts en pierres et les piliers de chêne sont également soutenus  par des blocs de pierres.
Pendant de longues années, elle reste au cœur de marchés très importants et ce jusqu'à la Seconde Guerre mondiale où, de 1940 à 1944 elle sert de prison. Puis pendant 20 ans, elle accueille uniquement des dépôts de grains à l'étage.
Entre les deux guerres, les marchés perdent progressivement de leur importance et la halle n'est plus entretenue. En 1966, la future Association des Amis de la Vieille Halle (déclarée à la préfecture le 29 février 1968), décide de réhabiliter le bâtiment, en transformant l'étage en galerie d'art. L'association finançant ainsi une part importante des aménagements intérieurs, la commune peut se consacrer au gros œuvre.
En 2010, la commune fait remplacer la poutre maîtresse transversale du pignon ouest, détériorée par l'humidité. Le projet est mené grâce à l'aide apportée par la Fondation du patrimoine et une souscription publique. Coût global de l'opération : 55 000 €.

### La Halle du Seigneur
La Halle de Bracieux figure sur le plan d'arpentage du domaine d'Herbault établi en 1624 par Simon Maupin « topographe du roy en ses pays de Lionnois, Forest et Beaujolais » pour le compte de Raymond Phélypeaux.
La construction remonte à l'âge féodal. Les nombreux marchés du Moyen Âge sont très souvent dotés d'une halle pour abriter le commerce des « matières sèches » denrées redoutant les intempéries. Le seigneur, propriétaire de la halle perçoit les droits de hallage mais en reverse une partie à son suzerain.
En 1328, Joffroy de Galeri, nouveau seigneur de Bracieux doit verser au comte de Blois, 15 livres de rente à prendre sur les revenus des foires et marchés de Bracieux. (Le comte de Blois après avoir fait un échange avec Renaud et Pierre de Bracieux en 1267 acquiert la châtellenie de Bracieux en 1315).
Toutes ces halles dont on retrouve mention pour des marchés de la région sont disparues et très souvent il ne subsiste même plus l'emplacement. Celle de Bracieux demeure sur cette même place, parce qu'après la révolution de 1789 elle s'avère indispensable à la survie de cette minuscule commune qui ne peut compter que sur les revenus de ses foires et marchés. Le châtelain et la municipalité s'opposent sur la question des droits seigneuriaux.
Le 15 mars 1790 l'Assemblée nationale par son décret sur la destruction du régime féodal supprime sans indemnité tous les droits seigneuriaux.

L'article 19 du titre 2 de ce décret est ainsi conçu : 
« Les droits connus sons le nom de coutume, hallage, havage, cohue et généralement tous ceux qui étaient perçus en nature ou en argent à raison d'apport ou du dépôts des grains, viandes, poissons ou autres denrées et marchandises dans les foires, marchés, places ou halles de quelque nature qu'ils soient sont supprimés sans indemnité mais les bâtiments et halles continueront d'appartenir à leur propriétaires sauf à eux à s'arranger à l'amiable soit pour le loyer soit l'aliénation avec les municipalités des lieux et les difficultés qui pourraient survenir seront soumises à l'arbitrage des assemblées administratives ».
Cet article si précis n'a jamais été appliqué à Bracieux et plus de trente ans après la question de ces droits n'est toujours pas réglée. Le propriétaire du domaine d'Herbault continue à faire percevoir par son fermier ses droits de hallage.
Ne pouvant acquérir la Halle mais, soucieuse de la prospérité de la commune qui dépend de celle des marchés, la municipalité s'attache d'abord  à réglementer ces derniers, réussissant ensuite à percevoir des droits qui ne peuvent être revendiqués par le châtelain.
Il faudra attendre l'acte de vente du 19 mai 1827 pour que la halle, alors en ruine, soit cédée par les héritiers Bourguignon à la municipalité de Bracieux.

### La Halle: lieu de réjouissance
En dehors des foires et des marchés, la halle du Seigneur appartient aux Braciliens. On y danse les jours de fête, le 9 juin 1811 pour la célébration du baptême du Roi de Rome, le 15 août 1812 pour son anniversaire et le 6 décembre 1812 pour son couronnement.
Le 15 août 1813 les bals et danses publiques sont ouverts à sept heures du soir et durent jusqu'à onze heures. Mais le 21 août 1814 on célèbre la fête de Saint Louis car l'Empereur exilé à l'île d'Elbe est remplacé par le roi Louis XVIII.
On ne retrouve pas de nouvelle cérémonie lors du second retour de Louis XVIII, le 8 juillet 1815 et, c'est avec enthousiasme, que la municipalité se rallie au nouveau régime.